# Naliendele
Naliendele ist ein Verwaltungsbezirk (Ward) des Distrikts Mtwara (MC) in der tansanischen Region Mtwara.

## Geografie
Naliendele liegt im Südosten von Tansania, es ist ein Stadtteil im Süden der Regionshauptstadt Mtwara. Der Bezirk grenzt im Norden an Ufukoni, im Osten an Mtanwanya, im Südosten an Mbawala, im Westen an Mkunwa und im Nordwesten an Magengeni. Bei der Volkszählung 2022 lebten 9738 Menschen in 2808 Haushalten auf einer Fläche von 50 Quadratkilometern.

## Gliederung
Der Bezirk besteht aus 13 Stadtteilen (Mtaa):
- Mkangala Kaskazini
- Mkangala Kusini
- Mkunjanguo
- Mbawala Chini
- Mbawala Shangani
- Naulongo
- Pwani A
- Pwani B
- Pwani C
- Mihambwe
- Pachoto A
- Pachoto B
- Sogea

## Infrastruktur
- Bildung: Die Naliendele Secondary School ist eine staatliche weiterbildende Tagesschule mit einer Ausbildung bis zur 4. Stufe.[8] Das Ausbildungsinstitut des Ministeriums für Landwirtschaft und Ernährungssicherheit, vermittelt technisches Wissen über die Landwirtschaft und bildet auch Ausbildner aus.[9]
- Gesundheit: Im Bezirk gibt es eine staatliche Apotheke.[10]